# PARADOX (プロレス)
PARADOX（パラドックス）は、日本のプロレス団体DRAGON GATEのユニット。

## 概要
2024年4月10日の後楽園ホール大会にて、Rey de Parejas決勝が行われ、土井成樹&ドラゴン・キッドがYAMATO&横須賀ススムに勝利して優勝。試合後にYAMATOが、「令和新世代」と呼ばれる若手選手達が決勝まで勝ち上がれなかったことを批判し、この試合で対戦したベテラン4人での新ユニット結成を提案。6月4日の後楽園ホール大会にてKagetoraを加えた5人で正式結成され、ユニット名「PARADOX」が発表された。

## メンバー
- YAMATO（リーダー）
- 土井成樹
- ドラゴン・キッド
- 横須賀ススム
- Kagetora
- B×Bハルク

## サポートメンバー
- 佐々木貴（プロレスリングFREEDOMS）

## タイトル歴
- オープン・ザ・ドリームゲート王座

第40代：YAMATO
（2024年7月21日獲得、2025年7月13日陥落/防衛8回）
- オープン・ザ・ブレイブゲート王座

第53代：YAMATO
（2024年12月15日獲得、2025年4月7日返上/防衛1回）
- オープン・ザ・ツインゲート王座

第66代：土井成樹&ドラゴン・キッド
（2024年5月5日獲得、2024年11月3日陥落/防衛2回）
- オープン・ザ・トライアングルゲート王座

第91代：横須賀ススム&Kagetora&B×Bハルク
（2024年12月15日獲得、2025年5月5日陥落/防衛2回）
- KFCタッグ王座

第24代：YAMATO&佐々木貴
（2024年9月15日獲得、2024年12月25日陥落/防衛2回）